# Eupithecia cuculliaria
Eupithecia cuculliaria är en fjärilsart som beskrevs av Hans Rebel 1907. Eupithecia cuculliaria ingår i släktet Eupithecia och familjen mätare. Inga underarter finns listade i Catalogue of Life.